# Викривлення простору червоного зміщення
Викривлення простору червоного зсуву — ефект спостережної космології, коли просторовий розподіл галактик виглядає здавленим і спотвореним, коли їх положення зображено як функцію червоного зміщення, а не як функцію відстані. Ефект пов'язаний з особливими швидкостями галактик, що викликають доплерівський зсув на додаток до червоного зміщення, спричиненого космологічним розширенням.
Викривлення червоного зсуву в просторі (RSD) проявляються двома конкретними способами. Ефект пальців Бога полягає в тому, що розподіл галактик витягнутий у просторі червоного зсуву, вісь витягнення спрямована до спостерігача. Це викликано доплерівським зсувом, пов’язаним із випадковими пекулярними швидкостями галактик, пов’язаних у таких структурах, як скупчення. Великі швидкості, які призводять до цього ефекту, пов'язані з гравітацією кластера за допомогою теореми віріала; вони змінюють спостережувані червоні зміщення галактик у скупченні. Відхилення від закону Хаббла співвідношення між відстанню та червоним зміщенням змінюється, і це призводить до неточних вимірювань відстані.
Тісно пов’язаним ефектом є ефект Кайзера, у якому викривлення спричинене когерентними рухами галактик, коли вони падають усередину до центру скупчення, коли скупчення збирається. Залежно від конкретної динаміки ситуації, ефект Кайзера зазвичай призводить не до подовження, а до очевидного сплющення («млинці бога») структури. Це набагато менший ефект, ніж пальці Божі, і його можна відрізнити тим, що він відбувається у більших масштабах.
Попередні ефекти є наслідком спеціальної теорії відносності та спостерігалися в реальних даних. Є додаткові ефекти, які виникають із загальної теорії відносності. Одним з них є викривлення гравітаційного червоного зміщення, яке виникає внаслідок сумарного гравітаційного червоного зміщення або синього зсуву, яке виникає, коли фотон виходить із гравітаційної потенційної ями далекої галактики, а потім падає в потенційну яму галактики Чумацький Шлях. Цей ефект змусить галактики з вищим потенціалом гравітації, ніж Земля, виглядати трохи ближчими, а галактики з нижчим потенціалом будуть виглядати далі.